# Neacrodonta kerinci
Neacrodonta kerinci är en insektsart som beskrevs av Andrej Vasiljevitj Gorochov 2008. Neacrodonta kerinci ingår i släktet Neacrodonta och familjen vårtbitare. Inga underarter finns listade i Catalogue of Life.